# Huahine (isla)
Huahine es una de las islas de Sotavento del archipiélago de las islas de la Sociedad, en la Polinesia Francesa. Es la isla más oriental del grupo, situada a 175 km al oeste de la isla de Tahití.

## Historia
La presencia humana en Huahine se remonta a tiempos antiguos, como demuestran los numerosos marae de la isla. Los arqueólogos estiman que el antiguo pueblo tahitiano Ma'hoi colonizó Huahine desde al menos el siglo IX de nuestra era. En Huahine se encuentra una de las más grandes concentraciones de restos arqueológicos polinesios datadas entre 850 d. C. y 1100 d. C. 

### Reino Independiente
Hasta finales del siglo XIX, Huahine era un reino independiente, también llamado Reino de Huahine y Maia'o. Según la tradición, se sucedieron tres dinastías principales:
- La dinastía Hau-mo'o-rere se fundó en el siglo XVII; su última representante fue la reina Teha'apapa I, a quien el capitán Cook conoció en 1769. Mantuvo la cohesión y la independencia de su reino.
- La dinastía Tamatoa tiene su origen en Teha'apapa I y su marido Mato a Tamatoa, miembro de la familia Tamatoa de Raiatea. Son los fundadores de la rama Tamatoa de Huahine. Esta dinastía reinó hasta 1854.
- La dinastía Teurura'i desciende de Ari'imate Teurura'i, un jefe de Huahine, y su esposa Teri'iteporouara'i Tamatoa, miembro de la familia Tamatoa de Raiatea, bisnieta de la reina Teha'apapa I de Huahine. Esta dinastía reinó de 1854 a 1895.

Teriifa'atau Marama, quien era un príncipe polinesio, podía reclamar los tronos de Huahine y Raiatea al mismo tiempo. Sin embargo, no se podía contemplar la unión de estos dos tronos bajo un mismo cetro, por lo que se acordó que su hermano menor heredara el trono de Raiatea. En 1884, obtuvo el cargo de primer ministro del Reino, puesto que anteriormente ocupaba su hermano menor, que se convirtió en rey de Raiatea en 1884.
Él se convirtió en el protagonista de la anexión del Reino de Huahine y Maia'o a Francia. Fue en 1895 cuando el regente, en nombre de la reina Tehaapapa, y los principales jefes del reino renunciaron plenamente a sus poderes y atribuciones a favor de Francia en un tratado de abdicación fechado el 15 de septiembre del mismo año. Tras la anexión, fue elegido jefe de Tefareri'i, cargo que ocupó hasta su muerte.

### Exploración y Colonización Europea
El primer europeo en explorarla fue el inglés James Cook en 1769. Antiguamente era denominada Matairea, que significa «brisa dichosa». El nombre Huahine significa literalmente «sexo de mujer». Probablemente se podría traducir como «mujer embarazada» ya que el perfil del monte Tavaiura hace pensar en una mujer embarazada tumbada. El español Domingo Bonaechea en 1775, la llamó La Hermosa. Hoy en día se conoce con el sobrenombre de «la isla de la mujer».
En 1846 la isla resistió exitosamente el dominio francés, los habitantes nunca se resignaron a la idea de ser colonizados y en 1847 la isla se proclamó Estado independiente con el nombre de Reino de Huahine.
El 20 de abril de 1879, el comandante del SMS Bismarck, Karl Deinhard, y el cónsul del Imperio Alemán para las Islas del Mar del Sur, Gustav Godeffroy Junior, firmaron un tratado de amistad y comercio con el "gobierno" de la isla en nombre del Imperio Alemán.
En 1888 los franceses finalmente establecen un protectorado sobre la Isla. El reino de Huahine y Maia'o, hasta entonces independiente, no se anexionó hasta 1895 (deponiendo a la última reina Te-ha'apapa III) y se incorporó a los Establecimientos Franceses de Oceanía, la actual Polinesia Francesa, que existía desde 1898.

## Geografía
Huahine está situada a unos 175 kilómetros al noroeste de Tahití, la mayor isla de la Polinesia Francesa, y a unos 50 kilómetros al este de Raiatea.
La 'isla' en realidad está formada por dos islas penínsulas montañosas (a veces consideradas islas), Huahine Nui (Gran Huahine) y Huahine Iti (Pequeña Huahine), unidas por un estrecho istmo que separa las bahías de Maroe y Bourayne. Huahine Nui tiene una altitud de 669 metros en el monte Turi, y Huahine Iti culmina a 462 m en el monte Pohuerahi. 
El territorio está rodeado completamente por un escollo coralino, que está a una media de 2 km de la costa, y forma una laguna estrecha accesible por dos pasos al este y dos al oeste. La superficie total es de 74,8 km². Según una leyenda local, las dos islas fueron separadas por la piragua del dios Hiro, que buscaba refugio de una tormenta.

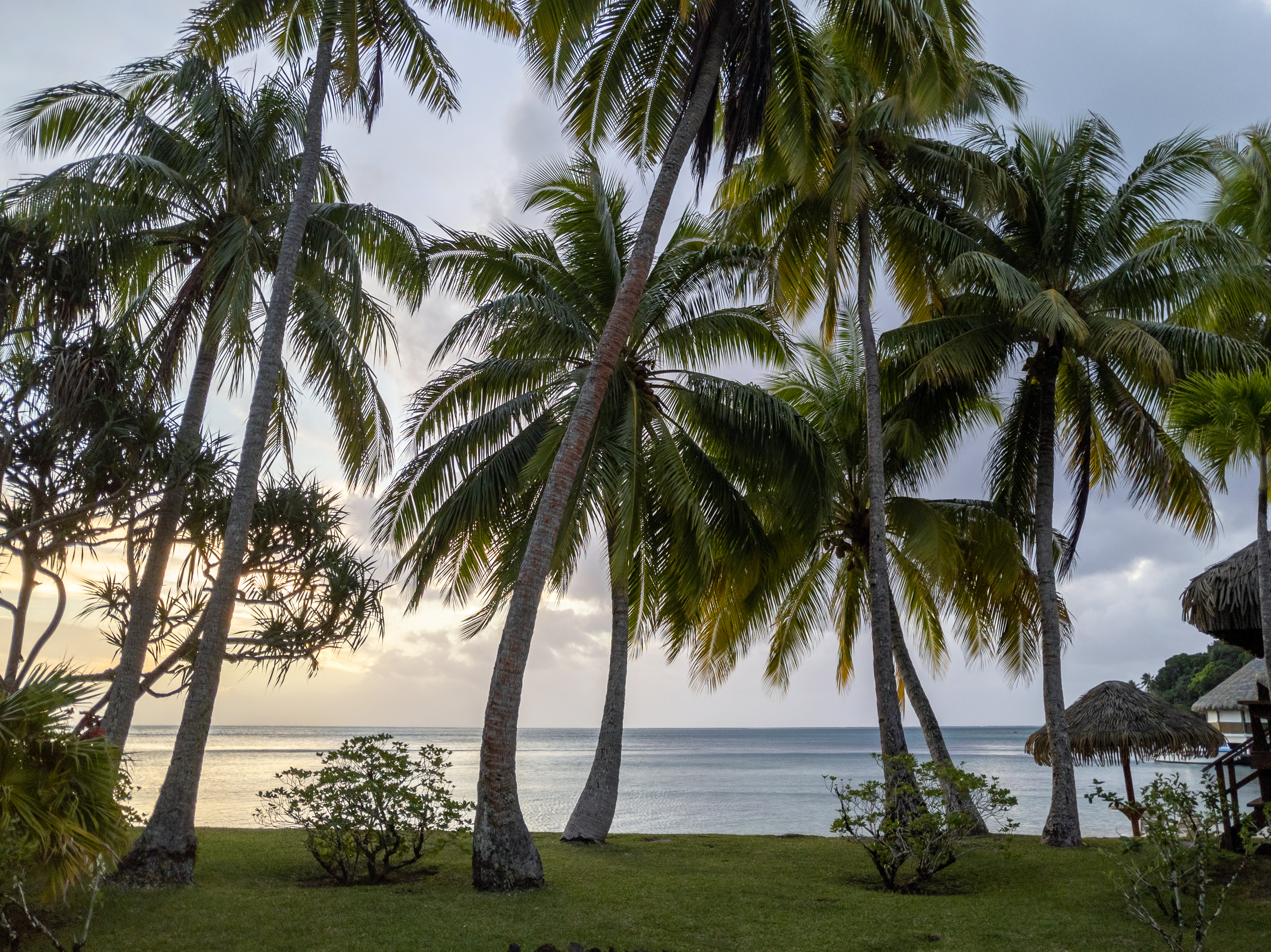
Cocoteros en la isla

Huahine está dividida en ocho distritos: 
- Fare (ciudad principal),
- Maeva,
- Faie,
- Maroe,
- Tefarerii,
- Parea,
- Haapu
- Fitii (el nombre del distrito también corresponde al topónimo).

En el noroeste de Huahine Nui se encuentra un lago salobre de 375 hectáreas conocido como Lac Fauna Nui (Lac Maeva). Este lago es todo lo que queda de la antigua laguna del atolón. 

### Flora y fauna
La isla está cubierta de una exuberante vegetación, en gran parte formada por cocoteros. También hay dos importantes jardines botánicos: el Ariiura Garden Paradise, que alberga plantas medicinales tradicionales de la Polinesia, y l'Eden Parc, donde se cultivan árboles frutales del resto del mundo.

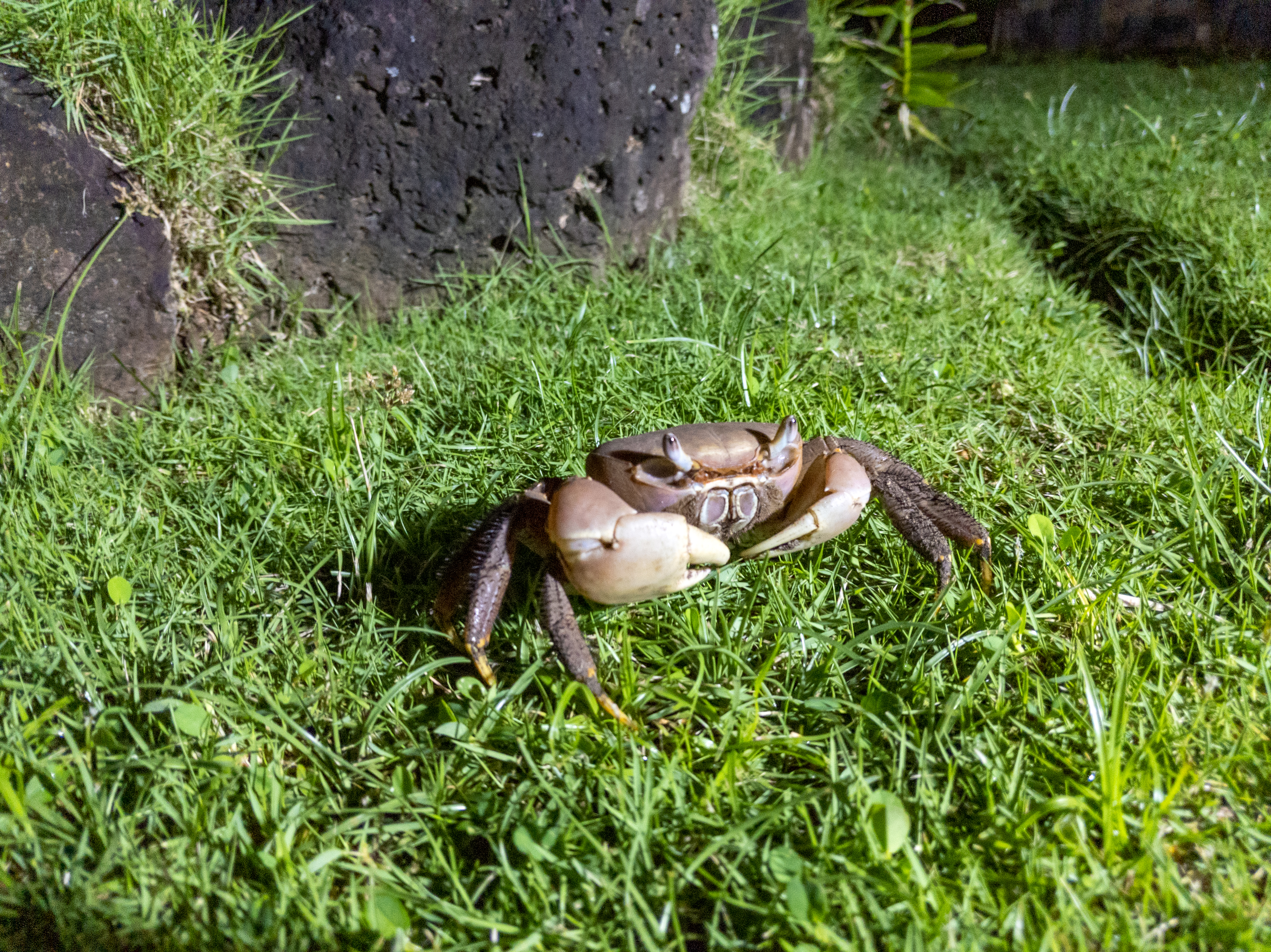
Un Cangrejo en la isla

La fauna es especialmente rica en peces y aves. Entre estos últimos se encuentra una especie que se extinguió hace siglos, el estornino de Huahine (Aplonis diluvialis), cuyos fósiles encontrados en la isla datan su desaparición hace unos siete siglos (aunque el naturalista alemán Georg Forster representó en el siglo XVIII un ave en la isla de Raiatea muy parecida al animal en cuestión).

## Demografía
La población total era de 5.999 habitantes en el censo de 2007, que aumento hasta 6075 habitantes en 2017, distribuida en ocho villas: Fare (la capital), Maeva, Faie, Fiti'i, Parea, Tefareri'i, Ha'apu y Maroe. 
La actividad principal es el cultivo de vainilla, la producción de copra, la pesca y el turismo.

### Deporte
En el plano deportivo, Huahine es, junto con las vecinas Bora Bora, Tahaa y Raiatea, una de las cuatro islas entre las que se celebra la Hawaiki Nui Va'a, una competición internacional de canoas (va'a) polinesias.

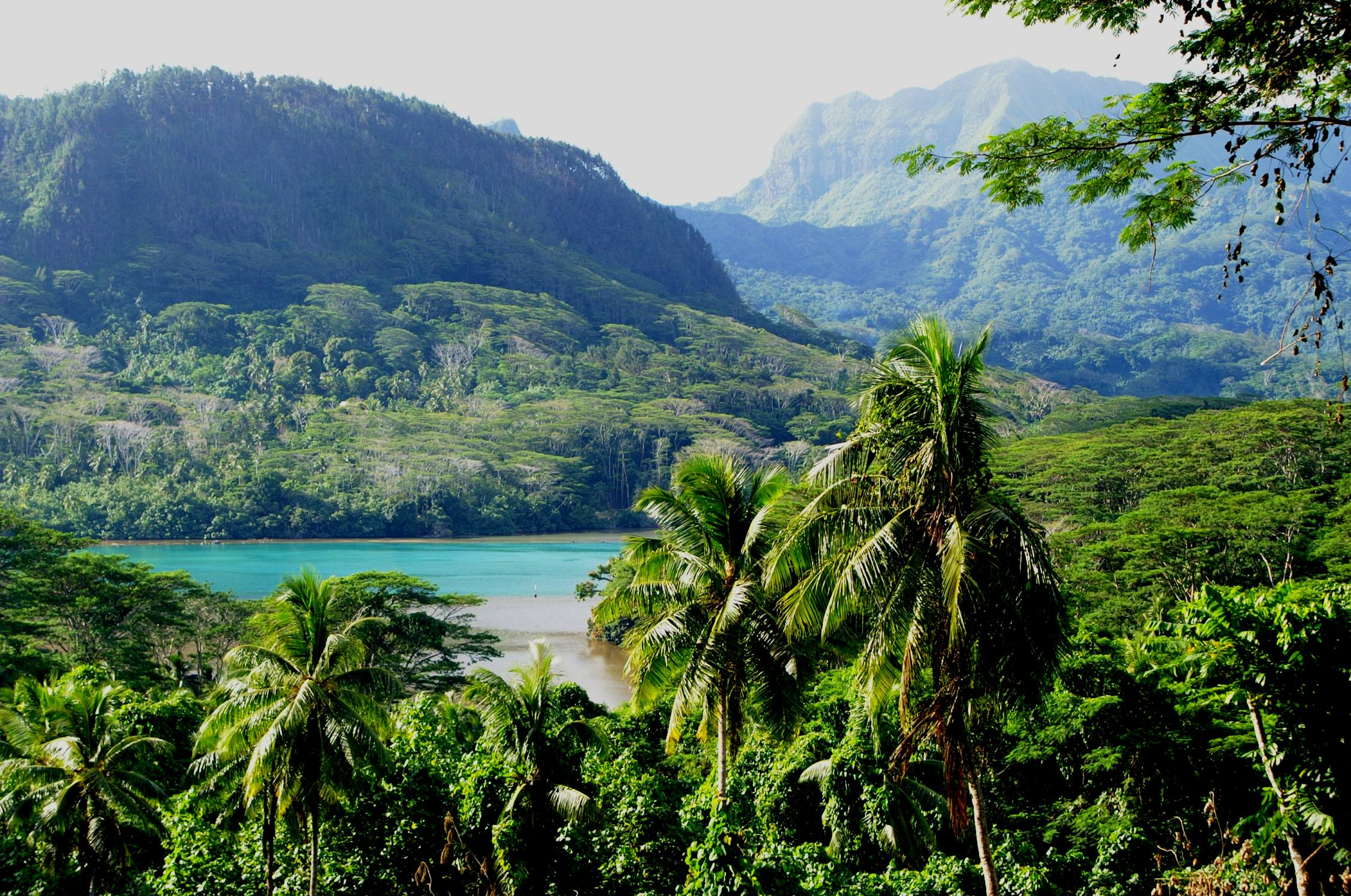
Bahía de Haapu

### Religión
La mayor parte de la población sigue al cristianismo como resultado de la actividad de los misioneros tanto de la Iglesia Católica como de diversos grupos protestantes, y de la colonización europea.
En 1809 se produjo el primer contacto de la isla con misioneros cristianos protestantes. En 1815 la misión protestante ordenó la destrucción de los ídolos de los antiguos dioses de la religión local. En las siguientes décadas llegarían los misioneros católicos. Entre 1819 y 1820 se construye la primera capilla en la isla.
Los católicos bajo la dirección de la arquidiócesis de Papeete, administran 1 edificio religioso, la Iglesia de la Sagrada Familia (Église de la Sainte-Famille) que fue reinaugurado en la localidad de Fare (al noroeste de la isla) el 30 de octubre de 2010. La iglesia original había sido establecida sin embargo entre 1906 y 1909.

## Economía

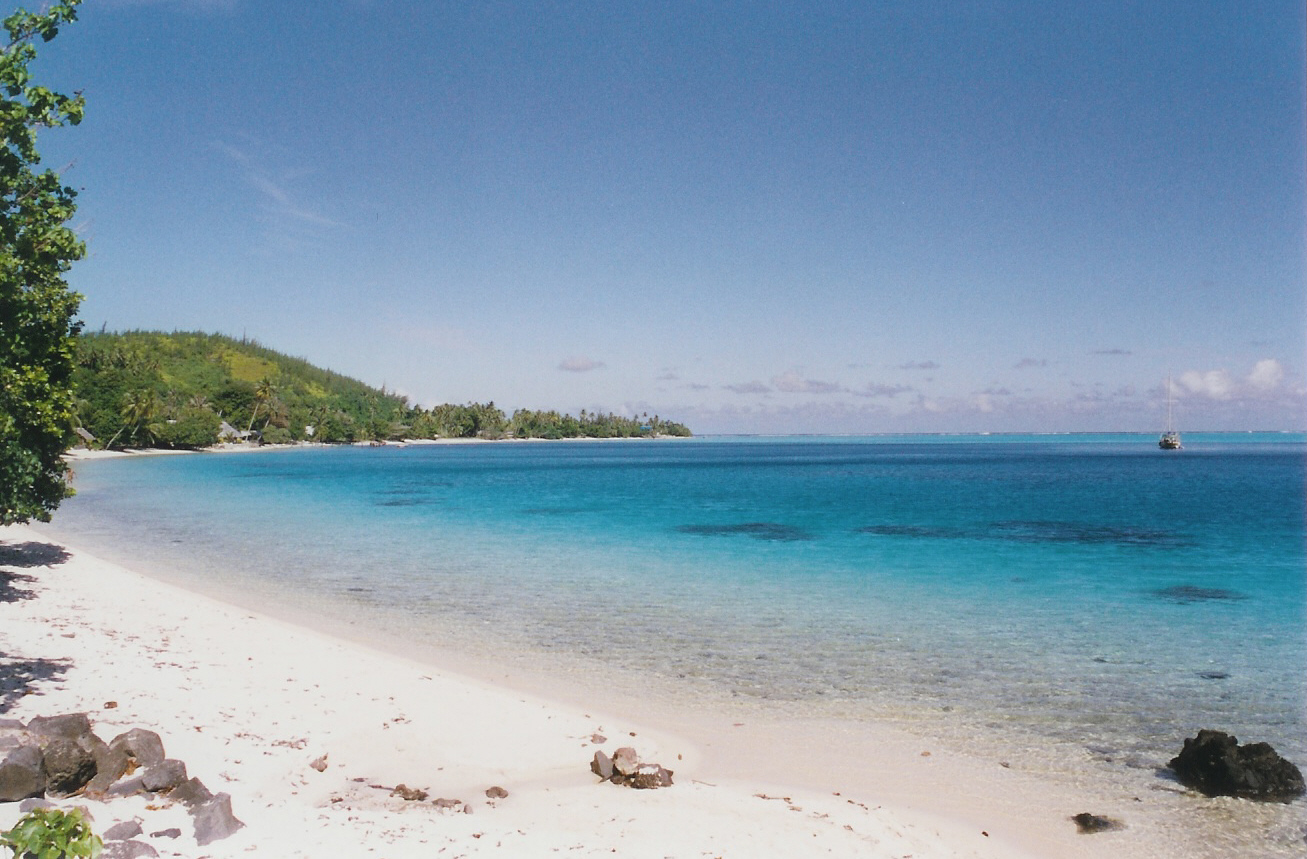
Playa de Avea, Huahine

Los habitantes de la isla se dedican a actividades como la agricultura y la pesca. Los productos agrícolas incluyen la vainilla (de la especie Vanilla tahitiensis) y varios tipos de melones. Gracias al exuberante bosque de cocoteros, la producción de copra es también una actividad muy importante para la economía local.

### Turismo
El turismo a través de los pasajeros de los cruceros que hacen escala en el atolón y el aeropuerto es otro sector económico importante.
Una de las atracciones turísticas de Huahine es un puente que cruza un arroyo con anguilas de hasta 1,8 m. Estas anguilas son consideradas sagradas por la población local debido a su mitología. Mientras observan las anguilas, los turistas pueden comprar una lata de caballa y alimentar a los animales. El yacimiento arqueológico de Fa'ahia, al norte de la isla, revela subfósiles de varias especies de aves extintas y exterminadas por los primeros pobladores polinesios de la isla.

## Transporte

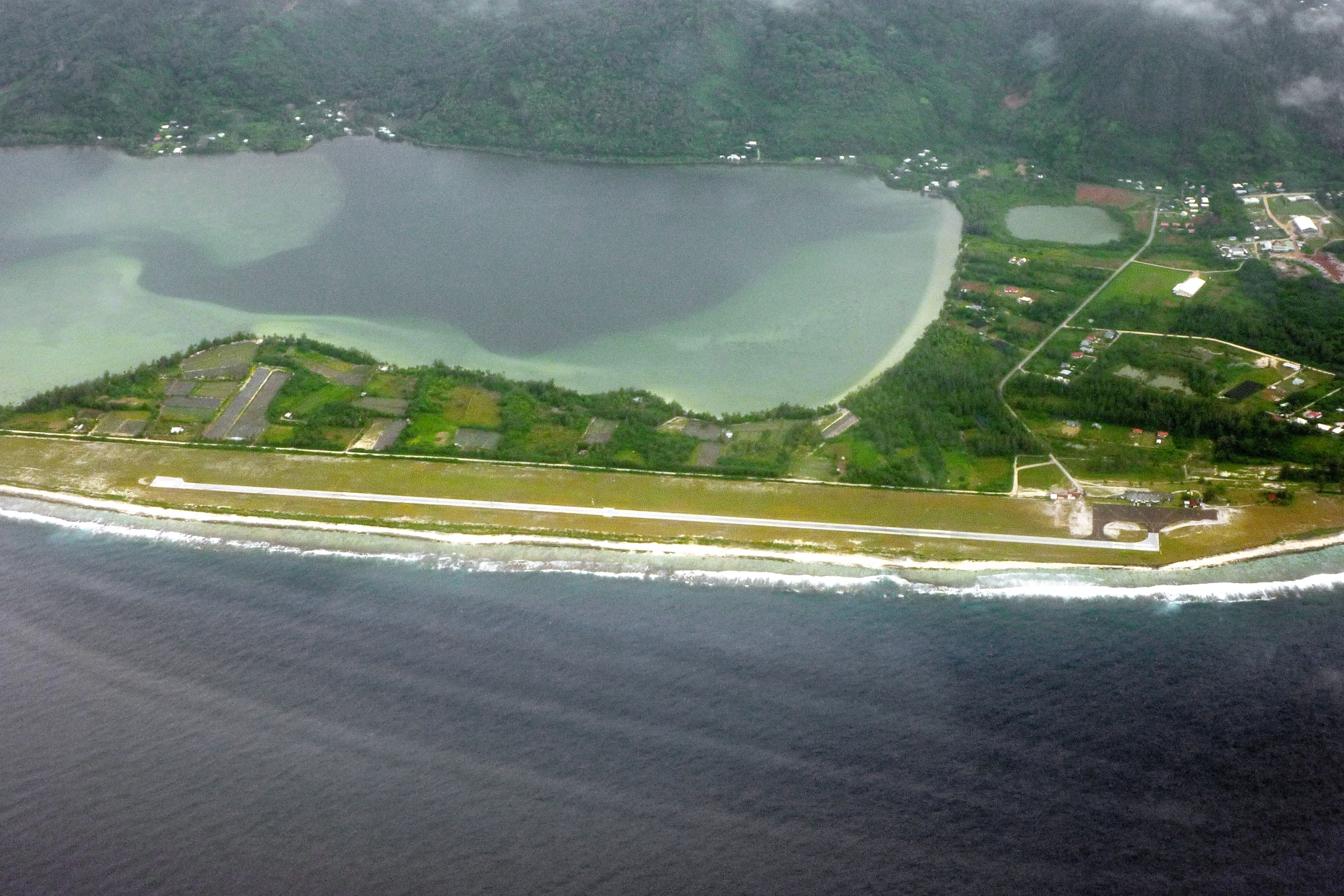
Aeropuerto de Huahine

El transporte aéreo se realiza a través del aeropuerto de Huahine - Fare, situado en la orilla norte de Huahine Nui. La isla cuenta con vuelos regulares de pasajeros operados por Air Tahiti con aviones turbopropulsores ATR..

## Cultura popular
Huahine es uno de los lugares principales en la novela de Derek Selby, Guerra Fría (2018).